# Dragonheart 4 - La battaglia per l'Heartfire
Dragonheart 4 - La battaglia per l'Heartfire (Dragonheart: Battle for the Heartfire) è un film del 2017 diretto da Patrik Syversen.
È il quarto capitolo della saga ed il secondo prequel del film originale del 1996, Dragonheart, seguito dal sequel Dragonheart 2 - Una nuova avventura nel 2000 e dal primo prequel Dragonheart 3 - La maledizione dello stregone nel 2015, riprendendo la storia 50 anni dopo il termine di quest'ultimo. In Italia è andata in onda in prima visione su Italia 1 il 22 dicembre 2020 con il nome di Dragonheart - Battaglia per il cuore di fuoco.

## Trama
Dopo essere diventati sovrani Gareth e Rhonu hanno avuto un figlio di nome Walter. Dopo che Gareth ha trascorso la maggior parte del suo tempo ad aiutare Drago e Rhonu a morire dopo la morte del suo drago legato, Walter è rimasto deluso dai draghi ed è scappato. Anni dopo, la moglie di Walter dà alla luce due gemelli fraterni con strane chiazze di squame sul corpo e muore; Walter li alleva nonostante le loro apparenze.
Vent'anni dopo, re Gareth è vicino alla morte e la successione è in dubbio con Walter ancora disperso. Gareth muore, ma Drago sopravvive, apprendendo che ora è legato a qualcun altro. Drago trova il suo cuore ora legato a Edric, il gemello maschio che possiede una forza potenziata e la usa come sceriffo per la contea di Earl Robert Cole. Apprendendo che Walter era il padre di Edric, Drago lo convince a prendere il trono di Gareth a Lundenwic; nonostante le persone amino Edric, la sua arroganza e inesperienza con i doveri reali infastidiscono Drago. Rendendosi conto che il loro legame è parziale, Drago affronta Edric, che condivide l'esistenza di sua sorella gemella Mehgan. Mehgan è cresciuto prevenuto a causa delle sue scaglie più visibili e del potere di manipolare il fuoco. Dopo aver bruciato accidentalmente la loro casa con Walter dentro, Edric ha contrattato di mandarla via in barca per proteggerla dagli abitanti del villaggio. Non volendo rinunciare alla possibilità di essere lo sceriffo di Robert, non è andata con Mehgan.
Edric in seguito scopre che i vichinghi hanno invaso e cavalca con il suo esercito per incontrarli. Rifiutando ancora di fidarsi di Drago, ignora il consiglio di lasciare che combatta e sfida invece il leader dei norvegesi a duello e lì si rivela Mehgan. I gemelli hanno un incontro in cui Drago insegna loro l'Heartfire (Cuore di Fuoco), la fonte del suo alito di fuoco. Mehgan chiede il trono poiché è la primogenita gemello, ma Edric rifiuta e conclude le trattative. Mehgan e il suo esercito si intrufolano nel campo durante la notte e lei prosciuga il Cuore di Fuoco da Drago mentre dorme. I norvegesi iniziano il loro attacco e Mehgan rivela il suo controllo sull'Heartfire. Sopraffatto dal potere di Mehgan, Edric si arrende. Una volta che Mehgan e i vichinghi si assicurano il controllo, bandisce suo fratello ignara che Thorgrim gli ha inviato degli uomini. Edric fugge nella contea di Robert e chiede aiuto per opporsi a Mehgan, ma Robert lo tradisce ai vichinghi, che lo portano a bordo di una barca per venderlo come schiavo. Mentre Mehgan migliora i diritti delle donne nel regno, racconta al Drago prigioniero cosa è successo dopo che Edric l'ha mandata via. Dopo essere emersa come unica sopravvissuta a una tempesta, è andata alla deriva fino a incagliarsi a Daneland, dove i suoi poteri catturarono l'attenzione di Thorgrim. Edric cerca di sfuggire ai suoi rapitori ma quasi affonda la barca. Dopo che la gente del posto lo ha liberato dalla prigionia, Drago salva Edric e in seguito ricevono aiuto da una compagnia teatrale. Si riconciliano quando Edric rivela la sua colpa per le sue ultime odiose parole a suo padre e per aver mandato via Mehgan da solo. Edric scopre che Drago sta morendo senza l'Heartfire, quindi si intrufolano nel castello con l'aiuto della troupe. Quando Edric tenta di prendere l'Heartfire da Mehgan, vede il braccio destro di Thorgrim, Sable, che cerca di ucciderla. L'avvertimento di Edric salva Mehgan, ma il loro rifiuto di collaborare consente a Sable di dare a Thorgrim l'Heartfire, e lui prende prontamente di mira i gemelli.
Drago salva i gemelli dalla cattura e li costringe a combattere fino alla morte per il trono; litigano e discutono finché Mehgan non rivela cosa è realmente accaduto quando Walter è morto: Edric ha ucciso accidentalmente il padre durante una lite perché diventasse sceriffo, e lei si è presa la colpa per proteggere la sua possibilità di una buona vita; la verità li costringe a riconciliarsi. Tornando al castello, Edric sfida Thorgrim a prendere l'Heartfire mentre Mehgan raduna le donne del castello per aiutarla a combattere. Mehgan trova una fiamma aperta, ma Sable e un arciere la feriscono mortalmente, colpendo anche Drago. Thorgrim assorbe l'Heartfire per controllarne il potere, ma viene sopraffatto. Edric lo uccide, spaventando i vichinghi, e Mehgan recupera il restante Heartfire. Invece di riprenderlo, Drago lo fa usare a Edric per curare Mehgan. Quindi i gemelli condividono il legame dei loro cuori di drago, rimuovendo le loro scaglie e i loro poteri. Con la famiglia di Gareth di nuovo al completo, Drago muore pacificamente e diventa una nuova stella nella coda della costellazione del Draco, e alla fine dice ai gemelli di governare insieme il loro regno.